# Dressleria eburnea
Dressleria eburnea là một loài thực vật có hoa trong họ Lan. Loài này được (Rolfe) Dodson mô tả khoa học đầu tiên năm 1975.